# Atago (cruzador)
O Atago (愛宕) foi um navio cruzador pesado operado pela Marinha Imperial Japonesa e a segunda embarcação da Classe Takao, depois do Takao e seguido pelo Maya e Chōkai. Sua construção começou em abril de 1927 no Arsenal Naval de Kure e foi lançado ao mar em junho de 1930, sendo comissionado na frota japonesa em março de 1932. Era armado com uma bateria principal de dez canhões de 203 milímetros montados em cinco torres de artilharia duplas, tinha um deslocamento de mais de catorze mil toneladas e conseguia alcançar uma velocidade máxima de 35 nós.
O Atago foi designado para servir com a 2ª Frota, tendo o Distrito Naval de Yokosuka como seu porto de chamada. O primeiro-ministro Inukai Tsuyoshi realizou uma viagem de inspeção a bordo do cruzador em abril de 1932, enquanto em outubro de 1936 o imperador Hirohito fez um cruzeiro no navio de Kobe até Etajima, retornando no dia seguinte e participando da Revista Naval Imperial. A embarcação passou por uma modernização entre abril de 1938 e outubro de 1939, quando seu casco, superestrutura, armamentos e sistema de controle de disparo foram aprimorados.
O cruzador teve uma carreira bem ativa na Segunda Guerra Mundial. Ele apoiou as invasões da Malásia e Filipinas em dezembro de 1941, no início da Guerra do Pacífico. No ano seguinte o Atago participou das batalhas do Mar de Java e Midway, além de vários confrontos no decorrer da Campanha de Guadalcanal, ajudando inclusive a danificar o couraçado USS South Dakota. O navio esteve presente na Batalha do Mar das Filipinas em junho de 1944 e depois da Batalha do Golfo de Leyte em 23 de outubro, quando afundou depois de ser torpedeado pelo submarino USS Darter.